# NameExoWorlds

Logo của IAU

NameExoWorlds (còn gọi là IAU NameExoWorlds) là tên của các dự án do Liên đoàn Thiên văn Quốc tế quản lý nhằm khuyến khích việc đóng góp tên gọi cho các thiên thể. Những tên gọi đó về sau sẽ được liên đoàn xem xét áp dụng chính thức.

## Lần 1 (2015)
Dự án đầu tiên (có tên là NameExoWorlds I) được khởi động vào năm 2015, mục đích là để tìm ra tên dễ nhớ cho các ngôi sao và các hành tinh ngoài Hệ Mặt Trời. Tổng cộng đã có 573.242 phiếu hợp lệ được nộp bởi công chúng vào thời điểm kết thúc cuộc thi ngày 31 tháng 10 năm 2015, và đã tìm ra được trong số đó tên gọi cho 31 ngoại hành tinh cùng 14 ngôi sao. Rất nhiều tên gọi được chọn dựa trên lịch sử, thần thoại và văn học thế giới.

### Danh sách kết quả[4]
| Loại      | Tên khoa học         | Tên được phê duyệt | Quốc gia    |
| --------- | -------------------- | ------------------ | ----------- |
| Sao       | 14 Andromedae        | Veritate           | Canada      |
| Hành tinh | 14 Andromedae b      | Spe                | Canada      |
| Sao       | 18 Delphini          | Musica             | Nhật Bản    |
| Hành tinh | 18 Delphini b        | Spe                | Nhật Bản    |
| Sao       | 42 Draconis          | Fafnir             | Hoa Kỳ      |
| Hành tinh | 42 Draconis b        | Orbitar            | Hoa Kỳ      |
| Sao       | 47 Ursae Majoris     | Chalawan           | Thái Lan    |
| Hành tinh | 47 Ursae Majoris b   | Taphao Thong       | Thái Lan    |
| Hành tinh | 47 Ursae Majoris c   | Taphao Kew         | Thái Lan    |
| Sao       | 51 Pegasi            | Helvetios          | Thụy Sĩ     |
| Hành tinh | 51 Pegasi b          | Dimidium           | Thụy Sĩ     |
| Sao       | 55 Cancri            | Copernicus         | Hà Lan      |
| Hành tinh | 55 Cancri b          | Galileo            | Hà Lan      |
| Hành tinh | 55 Cancri c          | Brahe              | Hà Lan      |
| Hành tinh | 55 Cancri d          | Lipperhey          | Hà Lan      |
| Hành tinh | 55 Cancri e          | Janssen            | Hà Lan      |
| Hành tinh | 55 Cancri f          | Harriot            | Hà Lan      |
| Hành tinh | Epsilon Tauri b      | Amateru            | Nhật Bản    |
| Hành tinh | Iota Draconis b      | Hypatia            | Tây Ban Nha |
| Sao       | Epsilon Eridani      | Ran                | Hoa Kỳ      |
| Hành tinh | Epsilon Eridani b    | AEgir              | Hoa Kỳ      |
| Hành tinh | Gamma Cephei b       | Tadmor             | Syria       |
| Hành tinh | Fomalhaut b          | Dagon              | Hoa Kỳ      |
| Sao       | HD 104985            | Tonatiuh           | Mexico      |
| Hành tinh | HD 104985 b          | Meztli             | Mexico      |
| Sao       | HD 149026            | Ogma               | Pháp        |
| Hành tinh | HD 149026 b          | Smertrios          | Pháp        |
| Sao       | HD 81688             | Intercrus          | Nhật Bản    |
| Hành tinh | HD 81688 b           | Arkas              | Nhật Bản    |
| Sao       | Mu Arae              | Cervantes          | Tây Ban Nha |
| Hành tinh | Mu Arae b            | Quijote            | Tây Ban Nha |
| Hành tinh | Mu Arae c            | Dulcinea           | Tây Ban Nha |
| Hành tinh | Mu Arae d            | Rocinante          | Tây Ban Nha |
| Hành tinh | Mu Arae e            | Sancho             | Tây Ban Nha |
| Hành tinh | Pollux b             | Thestias           | Úc          |
| Sao       | PSR 1257+12          | Lich               | Ý           |
| Hành tinh | PSR 1257+12 b        | Draugr             | Ý           |
| Hành tinh | PSR 1257+12 c        | Poltergeist        | Ý           |
| Hành tinh | PSR 1257+12 d        | Phobetor           | Ý           |
| Sao       | Upsilon Andromedae   | Titawin            | Maroc       |
| Hành tinh | Upsilon Andromedae b | Saffar             | Maroc       |
| Hành tinh | Upsilon Andromedae c | Samh               | Maroc       |
| Hành tinh | Upsilon Andromedae d | Majriti            | Maroc       |
| Sao       | Xi Aquilae           | Libertas           | Nhật Bản    |
| Hành tinh | Xi Aquilae b         | Fortitudo          | Nhật Bản    |

## Lần 2 (2019)
Tháng 6 năm 2019, dự án thứ hai (có tên là NameExoWorlds II) được khởi động nhân dịp kỉ niệm 100 năm thành lập IAU. Dự án có tên gọi chính thức là IAU100 NameExoWorlds, chào đón các quốc gia từ khắp nơi trên thế giới gửi về tên gọi cho các ngoại hành tinh và sao chủ của chúng. Mỗi quốc gia được quyền đặt tên cho một ngôi sao và một hành tinh của nó, và người dân sẽ nộp lên những cái tên để chọn ra người thắng cuộc.

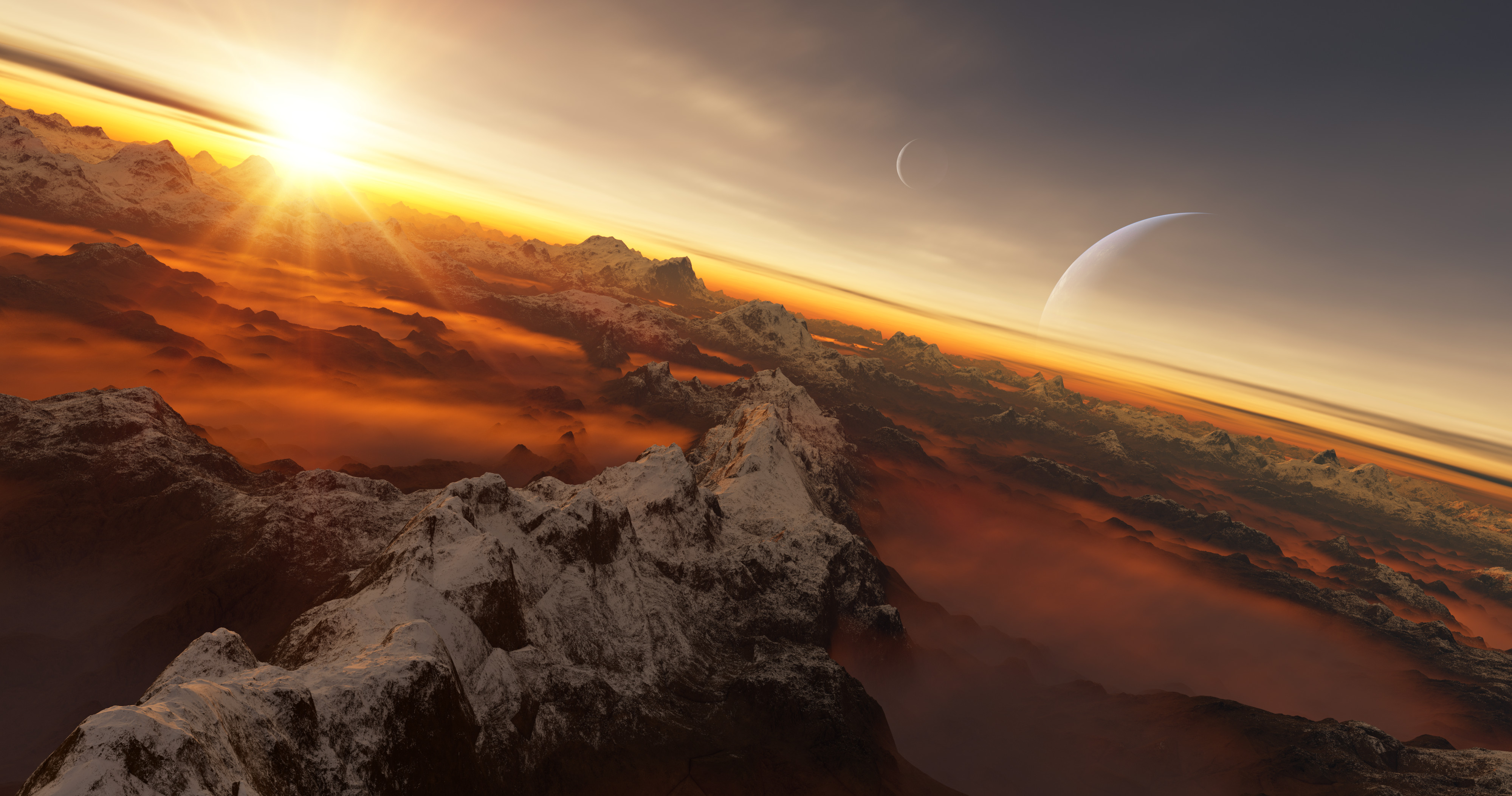
Ảnh quảng bá dự án NameExoWorlds 2019 của Liên đoàn Thiên văn Quốc tế (IAU)

### Danh sách kết quả[9]
| Hệ sao          | Tên sao         | Tên hành tinh | Quốc gia                             |
| --------------- | --------------- | ------------- | ------------------------------------ |
| HD 82886        | Illyrian        | Arber         | Albania                              |
| HD 28678        | Hoggar          | Tassili       | Algeria                              |
| HD 131496       | Arcalís         | Madriu        | Andorra                              |
| HAT-P-14        | Franz           | Sissi         | Áo                                   |
| HD 48265        | Nosaxa          | Naqaỹa        | Argentina                            |
| WASP-39         | Malmok          | Bocaprins     | Aruba                                |
| HD 152581       | Mahsati         | Ganja         | Azerbaijan                           |
| HD 86081        | Bibhā           | Santamasa     | Ấn Độ                                |
| BD+14 4559      | Solaris         | Pirx          | Ba Lan                               |
| HD 148427       | Timir           | Tondra        | Bangladesh                           |
| HD 73534        | Gakyid          | Drukyul       | Bhutan                               |
| HD 49674        | Nervia          | Eburonia      | Bỉ                                   |
| HD 63765        | Tapecue         | Yvaga         | Bolivia                              |
| HD 206610       | Bosona          | Naron         | Bosnia và Herzegovina                |
| HD 45652        | Lusitânia       | Viriato       | Bồ Đào Nha                           |
| WASP-15         | Nyamien         | Asye          | Bờ Biển Ngà                          |
| HD 23079        | Tupi            | Guarani       | Brazil                               |
| HD 179949       | Gumala          | Mastika       | Brunei                               |
| WASP-21         | Tangra          | Bendida       | Bulgaria                             |
| HD 30856        | Mouhoun         | Nakanbé       | Burkina Faso                         |
| HIP 79431       | Sharjah         | Barajeel      | Các tiểu vương quốc Ả Rập thống nhất |
| HD 136418       | Nikawiy         | Awasis        | Canada                               |
| HD 164604       | Pincoya         | Caleuche      | Chile                                |
| HD 93083        | Macondo         | Melquíades    | Colombia                             |
| HD 221287       | Poerava         | Pipitea       | Quần đảo Cook                        |
| WASP-17         | Dìwö            | Ditsö̀         | Costa Rica                           |
| HD 75898        | Stribor         | Veles         | Croatia                              |
| BD-17 63        | Felixvarela     | Finlay        | Cuba                                 |
| HD 168746       | Alasia          | Onasilos      | Síp                                  |
| XO-5            | Absolutno       | Makropulos    | Cộng hòa Séc                         |
| HD 100655       | Lệ              | Thủy Sa Liên  | Đài Bắc Trung Hoa                    |
| HAT-P-29        | Muspelheim      | Surt          | Đan Mạch                             |
| WASP-6          | Márohu          | Boinayel      | Cộng hòa Dominica                    |
| HD 6434         | Nenque          | Eyeke         | Ecuador                              |
| HD 52265        | Citalá          | Cayahuanca    | El Salvador                          |
| XO-4            | Koit            | Hämarik       | Estonia                              |
| HD 16175        | Buna            | Abol          | Ethiopia                             |
| HAT-P-38        | Horna           | Hiisi         | Phần Lan                             |
| HD 8574         | Bélénos         | Bélisama      | Pháp                                 |
| HD 208487       | Itonda          | Mintome       | Gabon                                |
| HD 32518        | Mago            | Neri          | Đức                                  |
| HD 181720       | Sika            | Toge          | Ghana                                |
| HAT-P-42        | Lerna           | Iolaus        | Hy Lạp                               |
| WASP-22         | Tojil           | Koyopa'       | Guatemala                            |
| HD 1502         | Citadelle       | Indépendance  | Haiti                                |
| HD 212771       | Lionrock        | Victoriapeak  | Hồng Kông, Trung Quốc                |
| HD 98219        | Hunahpú         | Ixbalanqué    | Honduras                             |
| HAT-P-2         | Hunor           | Magor         | Hungary                              |
| HD 109246       | Funi            | Fold          | Iceland                              |
| HD 117618       | Dofida          | Noifasui      | Indonesia                            |
| HD 175541       | Kaveh           | Kavian        | Iran                                 |
| HD 231701       | Uruk            | Babylonia     | Iraq                                 |
| HAT-P-36        | Tuiren          | Bran          | Ireland                              |
| HAT-P-9         | Tevel           | Alef          | Israel                               |
| HD 102195       | Flegetonte      | Lete          | Ý                                    |
| HD 145457       | Kamuy           | Chura         | Nhật Bản                             |
| WASP-80         | Petra           | Wadirum       | Jordan                               |
| HD 83443        | Kalausi         | Buru          | Kenya                                |
| HD 118203       | Liesma          | Staburags     | Latvia                               |
| HD 192263       | Phoenicia       | Beirut        | Liban                                |
| TrES-3          | Pipoltr         | Umbäässa      | Liechtenstein                        |
| HAT-P-40        | Taika           | Vytis         | Lithuania                            |
| HD 45350        | Lucilinburhuc   | Peitruss      | Luxembourg                           |
| HD 153950       | Rapeto          | Trimobe       | Madagascar                           |
| HD 20868        | Intan           | Baiduri       | Malaysia                             |
| HAT-P-34        | Sansuna         | Ġgantija      | Malta                                |
| WASP-72         | Diya            | Cuptor        | Mauritius                            |
| HD 224693       | Axólotl         | Xólotl        | Mexico                               |
| HAT-P-21        | Mazalaai        | Bambaruush    | Mông Cổ                              |
| WASP-161        | Tislit          | Isli          | Maroc                                |
| HD 7199         | Emiw            | Hairu         | Mozambique                           |
| HD 18742        | Ayeyarwady      | Bagan         | Myanmar                              |
| HD 100777       | Sagarmatha      | Laligurans    | Nepal                                |
| HAT-P-6         | Sterrennacht    | Nachtwacht    | Hà Lan                               |
| HD 137388       | Karaka          | Kererū        | New Zealand                          |
| HD 4208         | Cocibolca       | Xolotlan      | Nicaragua                            |
| HD 43197        | Amadioha        | Equiano       | Nigeria                              |
| HD 68988        | Násti           | Albmi         | Na Uy                                |
| HD 173416       | Hi Hòa          | Vọng Thư      | Nam Kinh, Trung Quốc                 |
| HD 99109        | Shama           | Perwana       | Pakistan                             |
| HAT-P-23        | Moriah          | Jebus         | Palestine                            |
| WASP-79         | Montuno         | Pollera       | Panama                               |
| HD 108147       | Tupã            | Tumearandu    | Paraguay                             |
| HD 156411       | Inquill         | Sumajmajta    | Peru                                 |
| WASP-34         | Amansinaya      | Haik          | Philippines                          |
| HD 102117       | Uklun           | Leklsullun    | Quần đảo Pitcairn                    |
| HIP 12961       | Koeia           | Aumatex       | Puerto Rico                          |
| XO-1            | Moldoveanu      | Negoiu        | România                              |
| HAT-P-3         | Dombay          | Teberda       | Nga                                  |
| HD 181342       | Belel           | Dopere        | Sénégal                              |
| WASP-60         | Morava          | Vlasina       | Serbia                               |
| WASP-32         | Parumleo        | Viculus       | Singapore                            |
| HAT-P-5         | Chasoň          | Kráľomoc      | Slovakia                             |
| WASP-38         | Irena           | Iztok         | Slovenia                             |
| WASP-62         | Naledi          | Krotoa        | Nam Phi                              |
| 8 Ursae Minoris | Baekdu          | Halla         | Hàn Quốc                             |
| HD 149143       | Rosaliadecastro | Riosar        | Tây Ban Nha                          |
| HD 205739       | Sāmaya          | Samagiya      | Sri Lanka                            |
| HD 102956       | Aniara          | Isagel        | Thụy Điển                            |
| HD 130322       | Mönch           | Eiger         | Thụy Sỹ                              |
| HD 218566       | Ebla            | Ugarit        | Syria                                |
| WASP-71         | Mpingo          | Tanzanite     | Tanzania                             |
| WASP-50         | Chaophraya      | Maeping       | Thái Lan                             |
| WASP-64         | Atakoraka       | Agouto        | Togo                                 |
| HD 96063        | Dingolay        | Ramajay       | Trinidad và Tobago                   |
| HD 192699       | Chechia         | Khomsa        | Tunisia                              |
| HD 38283        | Bubup           | Yanyan        | Úc                                   |
| WASP-52         | Anadolu         | Göktürk       | Thổ Nhĩ Kỳ                           |
| HAT-P-15        | Berehynia       | Tryzub        | Ukraina                              |
| WASP-13         | Gloas           | Cruinlagh     | Vương quốc Anh                       |
| HD 17156        | Nushagak        | Mulchatna     | Hoa Kỳ                               |
| HD 63454        | Ceibo           | Ibirapitá     | Uruguay                              |
| HD 85390        | Natasha         | Zambia        | Zambia                               |

## Lần 3 (2022)
Tháng 8 năm 2022, dự án NameExoWorlds thứ ba được khởi động, và 20 ngoại hành tinh cùng sao chủ của nó đã được đặt tên, tất cả đều là mục tiêu quan sát của Kính viễn vọng Không gian James Webb. Các tên gọi thắng cuộc đã được công bố vào tháng 6 năm 2023.

### Danh sách kết quả[13]
| Hệ sao      | Tên sao    | Tên hành tinh | Quốc gia             |
| ----------- | ---------- | ------------- | -------------------- |
| GJ 1214     | Orkaria    | Enaiposha     | Kenya                |
| GJ 3470     | Kaewkosin  | Phailinsiam   | Thái Lan             |
| GJ 367      | Añañuca    | Tahay         | Chile                |
| GJ 436      | Noquisi    | Awohali       | Hoa Kỳ               |
| GJ 486      | Gar        | Su            | Tây Ban Nha          |
| HAT-P-12    | Komondor   | Puli          | Hungary              |
| HAT-P-26    | Guahayona  | Guataubá      | Puerto Rico          |
| HATS-72     | Zembra     | Zembretta     | Tunisia              |
| HD 95086    | Aiolos     | Levantes      | Hy Lạp               |
| HIP 65426   | Matza      | Najsakopajk   | Mexico               |
| L 168-9     | Đan Phượng | Thanh Loan    | Nam Kinh, Trung Quốc |
| LHS 3844    | Batsũ̀      | Kua'kua       | Costa Rica           |
| LTT 9779    | Uúba       | Cuancoá       | Colombia             |
| WASP-121    | Dilmun     | Tylos         | Bahrain              |
| WASP-166    | Filetdor   | Catalineta    | Tây Ban Nha          |
| WASP-19     | Wattle     | Banksia       | Úc                   |
| WASP-43     | Gnomon     | Astrolábos    | România              |
| WASP-63     | Kosjenka   | Regoč         | Croatia              |
| WASP-69     | Wouri      | Makombé       | Cameroon             |
| WD 0806-661 | Maru       | Ahra          | Hàn Quốc             |